# Евгений Бушманов
Евгений Александрович Бушманов е руски футболист, централен защитник. Капитан на ПФК ЦСКА Москва.

## Кариера
Юноша е на Шинник. През 1989 година преминава в Спартак, но там го мъчат тежки контузии и той записва само 12 мача. През 1992 г. Бушманов преминава в ЦСКА Москва и става титуляр. Парнира си в центъра на отбраната с Валерий Минко или с украинеца Сергей Мамчур. През 1993 г. вкарва гол на Барселона, след асистенция на Илшат Файзулин, а ЦСКА побеждават с 3 – 2 и отстраняват настоящият европейски клубен шампион. Бушманов продължава да е един от най-важните футболисти на „армейците“ и през 1996 участва на Европейското първенство, но още в първия мач се контузва. През 1997 година преминава в Торпедо, а през 1998 се връща в Спартак. Става шампион на Русия 3 пъти. От 2001 до 2003 година е в Криля Советов.
През 2004 година е треньор на юноши в Шинник. През 2010 година за първи път става старши треньор във ФК Химки, но след края на сезона напуска.